# Collegio di South West Bedfordshire
South West Bedfordshire è stato un collegio elettorale situato nel Bedfordshire, nell'Est dell'Inghilterra, e rappresentato alla Camera dei comuni del Parlamento del Regno Unito. Eleggeva un membro del parlamento con il sistema first-past-the-post, ossia maggioritario a turno unico; il collegio è stato abolito in occasione della revisione periodica del 2024.

## Estensione
- 1983-1997: i ward del distretto di South Bedfordshire di Beaudesert, Brooklands, Dunstable Central, Eaton Bray, Heath and Reach, Hockliffe, Houghton Central, Houghton East, Houghton South, Icknield, Kensworth, Linslade, Northfields, Plantation, Priory, Southcott, Stanbridge, Studham, Totternhoe e Watling e i ward del distretto di Mid Bedfordshire di Aspley, Cranfield, Marston e Woburn.
- 1997-2010: i ward del distretto di South Bedfordshire di Beaudesert, Brooklands, Dunstable Central, Eaton Bray, Heath and Reach, Hockliffe, Houghton Central, Houghton East, Houghton South, Icknield, Kensworth, Linslade, Northfields, Plantation, Priory, Southcott, Stanbridge, Studham, Totternhoe e Watling.
- 2010-2024: i ward del distretto di Central Bedfordshire di All Saints, Chiltern, Dunstable Central, Eaton Bray, Grovebury, Heath and Reach, Houghton Hall, Icknield, Kensworth and Totternhoe, Linslade, Manshead, Northfields, Parkside, Planets, Plantation, Southcott, Stanbridge, Tithe Farm e Watling.

## Membri del parlamento
| Elezione | Elezione      | Deputato         | Partito          |
| -------- | ------------- | ---------------- | ---------------- |
|          | 1983          | David Madel      | Conservatore     |
| 2001     | Andrew Selous |                  | Conservatore     |
|          | 2024          | Collegio abolito | Collegio abolito |

## Elezioni

### Elezioni negli anni 2010
| Partito                    | Partito                                   | Candidato                  | Risultati 12 dicembre 2019 | Risultati 12 dicembre 2019 |
| Partito                    | Partito                                   | Candidato                  | Voti                       | %                          |
| -------------------------- | ----------------------------------------- | -------------------------- | -------------------------- | -------------------------- |
|                            | Conservatore                              | Andrew Selous              | 32 212                     | 60,43                      |
|                            | Laburista                                 | Callum Anderson            | 13 629                     | 25,57                      |
|                            | Lib Dem                                   | Emma Matanle               | 5 435                      | 10,20                      |
|                            | Verdi                                     | Andrew Waters              | 2 031                      | 3,81                       |
|                            |                                           |                            |                            |                            |
| Iscritti                   | Iscritti                                  | Iscritti                   | 79 926                     | 100,00                     |
| ↳ Votanti (% su iscritti)  | ↳ Votanti (% su iscritti)                 | ↳ Votanti (% su iscritti)  | 53 307                     | 66,70                      |
| ↳ Astenuti (% su iscritti) | ↳ Astenuti (% su iscritti)                | ↳ Astenuti (% su iscritti) | 26 619                     | 33,30                      |
|                            |                                           |                            |                            |                            |
|                            | Esito: collegio confermato a Conservatore |                            |                            |                            |

| Partito                    | Partito                                   | Candidato                  | Risultati 8 giugno 2017 | Risultati 8 giugno 2017 |
| Partito                    | Partito                                   | Candidato                  | Voti                    | %                       |
| -------------------------- | ----------------------------------------- | -------------------------- | ----------------------- | ----------------------- |
|                            | Conservatore                              | Andrew Selous              | 32 961                  | 59,25                   |
|                            | Laburista                                 | Daniel Scott               | 18 793                  | 33,78                   |
|                            | Lib Dem                                   | Daniel Norton              | 2 630                   | 4,73                    |
|                            | Verdi                                     | Morvern Rennie             | 950                     | 1,71                    |
|                            | Cristiano                                 | Morenike Mafoh             | 301                     | 0,54                    |
|                            |                                           |                            |                         |                         |
| Iscritti                   | Iscritti                                  | Iscritti                   | 79 706                  | 100,00                  |
| ↳ Votanti (% su iscritti)  | ↳ Votanti (% su iscritti)                 | ↳ Votanti (% su iscritti)  | 55 635                  | 69,80                   |
| ↳ Astenuti (% su iscritti) | ↳ Astenuti (% su iscritti)                | ↳ Astenuti (% su iscritti) | 24 071                  | 30,20                   |
|                            |                                           |                            |                         |                         |
|                            | Esito: collegio confermato a Conservatore |                            |                         |                         |

| Partito                    | Partito                                   | Candidato                  | Risultati 7 maggio 2015 | Risultati 7 maggio 2015 |
| Partito                    | Partito                                   | Candidato                  | Voti                    | %                       |
| -------------------------- | ----------------------------------------- | -------------------------- | ----------------------- | ----------------------- |
|                            | Conservatore                              | Andrew Selous              | 28 212                  | 54,99                   |
|                            | Laburista                                 | Daniel Scott               | 10 399                  | 20,27                   |
|                            | UKIP                                      | John van Weenen            | 7 941                   | 15,48                   |
|                            | Lib Dem                                   | Stephen Rutherford         | 2 646                   | 5,16                    |
|                            | Verdi                                     | Emily Lawrence             | 2 106                   | 4,10                    |
|                            |                                           |                            |                         |                         |
| Iscritti                   | Iscritti                                  | Iscritti                   | 79 664                  | 100,00                  |
| ↳ Votanti (% su iscritti)  | ↳ Votanti (% su iscritti)                 | ↳ Votanti (% su iscritti)  | 51 304                  | 64,40                   |
| ↳ Astenuti (% su iscritti) | ↳ Astenuti (% su iscritti)                | ↳ Astenuti (% su iscritti) | 28 360                  | 35,60                   |
|                            |                                           |                            |                         |                         |
|                            | Esito: collegio confermato a Conservatore |                            |                         |                         |

| Partito                    | Partito                                   | Candidato                  | Risultati 6 maggio 2010 | Risultati 6 maggio 2010 |
| Partito                    | Partito                                   | Candidato                  | Voti                    | %                       |
| -------------------------- | ----------------------------------------- | -------------------------- | ----------------------- | ----------------------- |
|                            | Conservatore                              | Andrew Selous              | 26 815                  | 52,81                   |
|                            | Lib Dem                                   | Rod Cantrill               | 10 166                  | 20,02                   |
|                            | Laburista                                 | Jenny Bone                 | 9 948                   | 19,59                   |
|                            | UKIP                                      | Martin Newman              | 2 142                   | 4,22                    |
|                            | BNP                                       | Mark Tolman                | 1 703                   | 3,35                    |
|                            |                                           |                            |                         |                         |
| Iscritti                   | Iscritti                                  | Iscritti                   | 76 582                  | 100,00                  |
| ↳ Votanti (% su iscritti)  | ↳ Votanti (% su iscritti)                 | ↳ Votanti (% su iscritti)  | 50 774                  | 66,30                   |
| ↳ Astenuti (% su iscritti) | ↳ Astenuti (% su iscritti)                | ↳ Astenuti (% su iscritti) | 25 808                  | 33,70                   |
|                            |                                           |                            |                         |                         |
|                            | Esito: collegio confermato a Conservatore |                            |                         |                         |

### Elezioni negli anni 2000
| Partito                    | Partito                                   | Candidato                  | Risultati 5 maggio 2005 | Risultati 5 maggio 2005 |
| Partito                    | Partito                                   | Candidato                  | Voti                    | %                       |
| -------------------------- | ----------------------------------------- | -------------------------- | ----------------------- | ----------------------- |
|                            | Conservatore                              | Andrew Selous              | 22 114                  | 48,27                   |
|                            | Laburista                                 | Joyce Still                | 13 837                  | 30,20                   |
|                            | Lib Dem                                   | Andrew Strange             | 7 723                   | 16,86                   |
|                            | UKIP                                      | Tom Wise                   | 1 923                   | 4,20                    |
|                            | Open-Forum                                | Kenson Gurney              | 217                     | 0,47                    |
|                            |                                           |                            |                         |                         |
| Iscritti                   | Iscritti                                  | Iscritti                   | 74 132                  | 100,00                  |
| ↳ Votanti (% su iscritti)  | ↳ Votanti (% su iscritti)                 | ↳ Votanti (% su iscritti)  | 45 814                  | 61,80                   |
| ↳ Astenuti (% su iscritti) | ↳ Astenuti (% su iscritti)                | ↳ Astenuti (% su iscritti) | 28 318                  | 38,20                   |
|                            |                                           |                            |                         |                         |
|                            | Esito: collegio confermato a Conservatore |                            |                         |                         |

| Partito                    | Partito                                   | Candidato                  | Risultati 7 giugno 2001 | Risultati 7 giugno 2001 |
| Partito                    | Partito                                   | Candidato                  | Voti                    | %                       |
| -------------------------- | ----------------------------------------- | -------------------------- | ----------------------- | ----------------------- |
|                            | Conservatore                              | Andrew Selous              | 18 477                  | 42,13                   |
|                            | Laburista                                 | Andrew Date                | 17 701                  | 40,36                   |
|                            | Lib Dem                                   | Martin Pantling            | 6 473                   | 14,76                   |
|                            | UKIP                                      | Tom Wise                   | 1 203                   | 2,74                    |
|                            |                                           |                            |                         |                         |
| Iscritti                   | Iscritti                                  | Iscritti                   | 70 618                  | 100,00                  |
| ↳ Votanti (% su iscritti)  | ↳ Votanti (% su iscritti)                 | ↳ Votanti (% su iscritti)  | 43 854                  | 62,10                   |
| ↳ Astenuti (% su iscritti) | ↳ Astenuti (% su iscritti)                | ↳ Astenuti (% su iscritti) | 26 764                  | 37,90                   |
|                            |                                           |                            |                         |                         |
|                            | Esito: collegio confermato a Conservatore |                            |                         |                         |

## Risultati dei referendum

### Referendum sulla permanenza del Regno Unito nell'Unione europea del 2016
|             | Collegio                | Lasciare UE % | Rimanere in UE % |
| ----------- | ----------------------- | ------------- | ---------------- |
|             | South West Bedfordshire | 58,6%         | 41,4%            |
| Inghilterra | 53,3%                   | 46,7%         |                  |
| Regno Unito | 51,9%                   | 48,1%         |                  |